# Kind of Love
Kind of Love è il secondo album del gruppo musicale giapponese Mr. Children pubblicato il 1º dicembre 1992. L'album è arrivato alla tredicesima posizione della classifica Oricon ed ha venduto 1 179 780 copie.

## Tracce
1. Niji no kanata e (虹の彼方へ?) - 3:35
2. All by Myself - 4:34
3. Blue - 4:56
4. Dakishimetai (抱きしめたい?) - 5:27
5. Good-Bye My Gloomy Days (グッバイ・マイ・グルーミーデイズ?) - 4:14
6. Distance - 5:12
7. Kuruma no Naka de Kakurete Kiss wo Shiyou (車の中でかくれてキスをしよう?) - 5:21
8. Shishunki no Natsu ~Kimi to no Koi ga Ima mo Makiba ni~ (思春期の夏～君との恋が今も牧場に～?) - 3:39
9. Hoshi ni Naretara (星になれたら?) - 5:03
10. Teenage Dream (I~II) (ティーンエイジ・ドリーム（I～II）?) - 6:08
11. Itsu no Hi ni ka Futari de (いつの日にか二人で?) - 4:13